# Луковмарш
Луковмарш е вечерно шествие, провеждащо се в памет на генерал Христо Луков. Като лидер на силно повлияния от националсоциализма и фашизма Съюз на българските национални легиони (СБНЛ), и поддържал близки връзки с националсоциалистическия режим на Третия райх, Луков е спорна личност в българската история. 
Различни неправителствени организации и общности, изследователи на този период от историята на страната, български и световни медии определят Луковмарш като неонацистка проява. Основен организатор на мероприятието е близкият до ВМРО-БНД Български национален съюз (БНС).

## Провеждане
Проявата започва със събиране пред НДК и шествие с факли по улиците на София, докато се стигне до ул. „Тракия“ №1, където е бил домът на Луков.

## Реакции

### Политическа подкрепа
По повод на Луковмарш-2012, зам.-председателят на ВМРО-БНД и член на Столичния общински съвет Ангел Джамбазки заявява: Генерал Луков е български национален герой, затова той трябва да бъде почитан и уважаван – дали с марш или с цветя няма значение. Страшно нелепо е да се правят връзки с нацизма, тъй като по времето, когато ген. Луков е водил битки за Кюстендил не е имало фашизъм и националсоциализъм. Тези твърдения се разпространяват от човеци с хормонални проблеми, които не четат и не познават историята.

### Критики
- Срещу провеждането на Луковмарш през 2011, 2012 и 2013 г. се обявяват Българският хелзинкски комитет (БХК), Младежкото обединение в Българска социалистическа партия – София и други организации.[20][21][22] Освен становище до кмета на София, през 2013 г. БХК изпраща и до националния омбудсман Константин Пенчев писмо, в отговор на негов отказ да съдейства за забрана за провеждане на шествието. В писмото се сочи, че „демонстративното, публично честване на Луков, който е емблема на войнстващия български нацизъм и антисемитизъм, е именно една от тези, всички форми на изразяване, които разпространяват, подтикват, насърчават или оправдават расова омраза – при това, една доста явна, директна и брутална форма“, както и че забраната на събитието ще предотврати „поругаването на паметта на всички избити от нацистите, включително с помощта на България и Луков, евреи, роми и хомосексуални хора“.[23]

- През 2011 г. Европейската мрежа срещу расизма изпраща протестни писма до столичния кмет Йорданка Фандъкова, постоянното представителство на България в ЕС и Омбудсмана на Република България Константин Пенчев с искане събитието – и други подобни на него – да бъде забранено като проява на расистки и неонацистки идеи.[24][25] Срещу шествието възразяват и български правозащитни организации, сред които и Българският хелзинкски комитет.[26][27]

- През 2012 г. организацията Европейска мрежа срещу расизма изпраща писмо до кмета на София Йорданка Фандъкова, с копия до министър-председателя Бойко Борисов, председателя на Народното събрание Цецка Цачева и омбудсмана Константин Пенчев, което също настоява за забрана на мероприятието с мотива: Български Национален съюз (БНС), Национална съпротива, Кръв и чест и др. организират траурно факелно честване в памет на своя патрон – ген. Христо Луков и то се превръща в публично демонстриране и пропаганда на расизъм и неонацистки идеи. Ние считаме, че чрез допускането и разрешаването на подобни публични прояви, като общество утвърждаваме процес, използващ патриотизма за постигането на антидемократични цели.[28]

- През 2012 г. активисти на правозащитната организация „Хора срещу расизма“ внасят в Столичния общински съвет отворено писмо с вх.№ 94-А-52/07.02.2012 г., с което настояват да се забрани провеждането на марша. В писмото се казва: В днешно време малко публични личности ще заявят открито „Аз съм нео-нацист“. За да се защитим, трябва да се научим да разпознаваме нео-нацизма. Организаторите на Луковмарш обичат да казват, че не са нео-нацисти, а съвсем безобидни „патриоти“. Но нима вече на всички ни не е напълно ясно в какво се изразява на практика идеологията на „родолюбците“ с факлите?[29] От организацията правят аналогия между участващите в Луковмарш младежи с военни униформи от спортната организация на БНС и младежките паравоенни организации Хитлерюгенд.[30] В своя статия, публикувана от Български хелзинкски комитет, философът Светла Енчева прави същата аналогия. Тя подчертава, че униформите на младежите имат емблеми с надпис „СО“, означаващ спортната организация на Български национален съюз, чийто девиз е „Всекиму своето“, който по аналогия се свързва с надписа на входа на нацисткия концлагер Бухенвалд. Според Енчева, ако от логото на СО се обърне едно ъгълче, то се превръща в руната Одал, използването на която е забранено в някои страни и незаконно в доста други, поради употребата от редица нацистки и неонацистки организации.[31] Тя подчертава още, че през 2012 г. организаторите на Луковмарш провеждат международна конференция, „посветена на положението в Европа и белия свят, с акцент върху национализма като единственото спасително решение за европейската цивилизация и бялата раса като цяло“.[32] Сред участниците в конференцията са говорител от Франция, който се бори срещу „афро-азиатската имиграция“, и от Хърватия, борещ се против „хомосексуалните извратеняци“.[31]

- През 2015 г. шествието не се провежда.

- На 2 февруари 2018 г. Световният еврейски конгрес връчва на министър-председателя Бойко Борисов подписка от 175 000 лица по цял свят и настоява за забрана на шествието Луковмарш.[33]

- На 15 февруари 2018 година председателят на Комисията по външните работи в Камарата на представителите на Съединените щати Ед Ройс в писмо до председателя на Народното събрание Цвета Караянчева призовава за противопоставяне на Луковмарш, определяйки Христо Луков като „екстремист, който въплъщава антисемитизма от епохата на Холокоста“.[34]

- На 18 февруари 2018 г. Министерството на външните работи осъжда с нарочна декларация проведения на 17 февруари същата година Луковмарш.[35]

- Предвиденият марш на 22 февруари 2020 г., с участието на неонацисти[36] от Европа е забранен от СДВР и Столична община в резултат от решение на Върховния административен съд.[37] Решението е посрещнато с благодарност от Министерство на външните работи, чийто заместник-министър Георг Георгиев е и национален координатор за борба с антисемитизма.[38]